# Baie des Trépassés
De Baie des Trépassés (Bretons: Bae an Anaon) is een baai aan het uiteinde van Cap Sizun, aan de westkust van het Bretonse departement Finistère. De baai ligt tussen Pointe du Raz en Pointe du Van op het grondgebied van de gemeenten Plogoff en Cléden-Cap-Sizun. De baai heeft een breed zandstrand en is een populaire surflocatie. De baai is onderdeel van de Grand Site de France 	La Pointe du Raz en Cap Sizun.
De naam lijkt te zijn afgeleid van een verkeerde interpretatie van het Bretonse avon, dat “rivier” betekent, voor anaon, dat “de doden” betekent. Er zijn legendes (mogelijk afgeleid van de naam) dat dode druïden van hier naar het eiland Île de Sein werden gebracht om begraven te worden.